# 高津住男
髙津 住男（たかつ すみお、1936年1月9日 - 2010年7月31日）は、日本の俳優、演出家、劇作家。

## 人物
満洲国奉天市（中国瀋陽市）生まれ。引き揚げにより徳島県徳島市に戻ったため、陸軍少尉だった父親、母親と過ごす。早稲田大学第一文学部中退後、劇団青俳入団。劇団青俳を退団後、1979年、劇団樹間舎を設立し、以降、代表を務める。
妻は女優の真屋順子。真屋との間に子はいないが、前妻との間に息子が1人いる。
1961年にデビュー。1979年からテレビドラマ「ケンちゃんシリーズ」『カレー屋ケンちゃん』で牟田悌三の後任としておとうさん役を演じ、お茶の間に知られた。
2000年12月23日に、妻・順子が音楽会の司会として舞台上に出演している最中、脳出血で倒れるが、妻の闘病生活を献身的に支え、以後も夫婦二人三脚で舞台を演じ続けた。また介護の体験などについて夫婦で講演活動も行った。
2003年には妻と共著の形で「ありのまま」を出版した。
2009年12月、自宅で倒れ、検査の結果、末期の肝臓癌と判明した。以後も闘病の傍ら舞台に立ち、2010年7月28日の舞台を終えた後、7月31日午前1時20分、肝臓がんの為、東京都板橋区の自宅で死去した。74歳没。

## 出演

### 舞台
- 逆光線ゲーム
- オッペンハイマー事件
- ファニー
- 黒龍江 ジョーエッグの死の一日

### 映画
- 1957年 純愛物語 - 自誠会嘉一
- 1961年 あれが港の灯だ - 石田
- 1962年 カレーライス - 鈴木
- 1963年 みんなわが子 - 木谷先生
- 1964年 三匹の浪人 - 辰吉
- 1964年 暗殺 - 河野音次郎
- 1965年 若いしぶき - 土岐門太
- 1968年 黒部の太陽 - 大野
- 1969年 日本暗殺秘録 - 古内栄司
- 1970年 激動の昭和史 軍閥 - 横山
- 1971年 甦える大地 - 田島
- 1995年 鬼平犯科帳 劇場版

### テレビドラマ
- 1961年 検事（関西テレビ）
- 鞍馬天狗
- 1963年 虫は死ね（北海道放送）- 技師
- 1964年 西郷札（NHK）
- 1966年 松本清張シリーズ 張込み（関西テレビ）- 柚木
- 1968年 風 第22話「狙われた雛人形」（TBS）
- 1968年 素浪人 月影兵庫 第2シリーズ 第64話「出世の嫌いなバカもいた」（NET）- 日高平四郎
- 1968年 待っていた用心棒 第10話「天神さまの細道」（NETテレビ）
- 1968年 ザ・ガードマン 第162話「一億円交響楽」（TBS／大映テレビ室）- スカイビル警備員
- 1968年 マイティジャック第9話「地獄への案内者（ガイド）」（フジテレビ）- 久能
- 1968年 妻のかがり火（TBS）- 松崎俊介
- NHK大河ドラマ
  - 1967年 三姉妹 - 井上聞多
  - 1968年 竜馬がゆく - 安岡嘉助
  - 1973年 国盗り物語 - 母里太兵衛
  - 1974年 勝海舟 - 中岡慎太郎
  - 1983年 徳川家康 - 石川太郎左衛門
- 銭形平次
  - 1968年 第94話「幼馴染み」- 源太
  - 1970年 第222話「老奉行失踪」- 高見仙十郎
  - 1970年 第237話「瓢かんざし」- 佐之助
  - 1977年 第581話「吉凶うらおもて」- 那須小弥太
- ハローネクストワン 妖精のいる街
- 特別機動捜査隊
- 1969年 用心棒シリーズ 俺は用心棒 第10話「噂の中の女」（NETテレビ）- 清吉
- 1969年 五番目の刑事 第13話「テレビ指名手配129号」（1969年、NET／東映）- 荒島勇
- 遠山の金さん捕物帳（NET／東映）
  - 1970年 第19話「地獄を売る男」- 仁吉
  - 1971年 第73話「かどわかした男」- 三太
  - 1972年 第83話「虎に化けた男」（1972年）- 田所新兵衛
  - 第104話「桜吹雪に泣く女」（1972年）- 茨京十郎
  - 第159話「かわいそうな女」（1973年）
- 二人の世界
- 鬼平犯科帳（八代目松本幸四郎版）（NET／東宝）
  - 第1シリーズ
    - 1969年 第9話「唖の十蔵」‐ 夜烏の仙吉
    - 1970年 第44話「おみよは見た」- 青堀の小平治
    - 1970年 第65話「おしろい猫」- 清五郎

  - 第2シリーズ
    - 1971年 第11話「女賊」- 勝四郎
- 1969年 フラワーアクション009ノ1（フジテレビ／東映）
  - 第8話「人魚の涙に罠がある」
- 1970年 ポーラテレビ小説「花もめん」（1970年 - 1971年、TBS）- 中田弘
- 1970年 日本怪談劇場（12ch）
  - 第8話「怪談 首斬り浅右ヱ門」- 小栗新之助
- 1971年 仮面ライダー（毎日放送／東映）
  - 第8話「怪異! 蜂女」- 池田隆三
- 1971年 軍兵衛目安箱（NET／東映）
  - 第16話「迷い道の町」- 与市
- 1971年 千葉周作 剣道まっしぐら （TBS）
  - 第41話「百両剣法思い知れ！」- 中山仙八
- 1971年 人形佐七捕物帳（NET）
  - 第18話「死のかぞえ唄」- 善之助
- 大岡越前（TBS／C.A.L）
  - 1971年 第2部 第28話「祝盃」- 伝吉
  - 1988年 第10部 第12話「暴利を貪る悪徳商法」- 山川源五兵衛
  - 1990年 第11部 第11話「命がけの庇い合い」- 甚兵衛
- 1972年 一心太助 第16話「銭ゲバ親子奮闘記」（CX / 国際放映） - 角兵衛
- 1972年 木枯し紋次郎
  - 第1シリーズ 第17話「無縁仏に明日を見た」 - 力蔵
- 1973年 赤ひげ（NHK）第34話「短夜」- 佐助
- 1973年 ライオン奥様劇場 若草物語（フジテレビ）- 杉町二郎
- 1973年 走れ!ケー100 第18話「進めや進めレールの上を －茨城の巻」（TBS）
- 水戸黄門 （TBS／C.A.L）
  - 1973年 第4部 第34話「家康公のお墨付き・真岡」- 笠原彦六
  - 1974年 第5部
    - 第6話「お新に惚れた男・高山」- 庄左衛門
    - 第22話「八兵衛女難 -福岡-」- 軽業八兵衛

  - 1991年 第20部 第12話「悪を糺す阿波踊り・徳島」- 為吉
  - 1992年 第21部 第8話「河豚に当った黄門様・長府」- 和助
  - 1996年 第24部 第18話「銘酒の里の悪退治・柳井」- 長吉
  - 1997年 第25部 第9話「瞼の父は銭の虫・吉野」- 嘉平
  - 2000年 第28部 第28話「兄ちゃんを救え！恐怖の人柱・三原」- 鳴海屋
  - 2001年 第29部 第13話「少年よ大志を抱け！・大聖寺」- 田村権左衛門
- 1974年 ぶらり信兵衛 道場破り（フジテレビ）第34話「むかしも今も」- 直吉
- 1974年 八州犯科帳（CX／C.A.L）第12話「六地蔵で待つ女」- 孫六
- 1975年 鬼平犯科帳 (丹波哲郎) 第6話
- 1975年 大江戸捜査網 第219話「渡世人 命の捨て場」（1975年、12ch）- 信州屋
- 赤い殺意
- 幻の殺意
- 母さんと呼びたい
- 夜明けの刑事（TBS／大映テレビ）
  - 1975年 第53話「星空に宝石が消えた!!」- 春田
  - 1976年 第62話「お願い私を殺さないで!」- 古賀刑事
- 1976年 桃太郎侍 （日本テレビ）第23話「涙でうたう子守唄」- 太田備中守役
- Gメン'75（TBS）
  - 1976年 第81話「灰色高官殺人事件」（1976年）- 出口
  - 1977年 第95話「殺人完了電話」- 伊藤保
  - 1978年 第180話「トンネルに消えた女子高生」- 藤平金作
- 1977年 気まぐれ天使（日本テレビ／ユニオン映画）
  - 第27話「地球を蹴っとばせ」- 矢野精吉
- 1977年 人形佐七捕物帳（ANB）
  - 第28話「護送し損ねた幸福」- 林田
- 1977年 遠山の金さん（杉良太郎版、NET／東映）第94話「命乞い」- 大工 與之吉
- ケンちゃんシリーズ（TBS／国際放映）- お父さん
  - 1979年 カレー屋ケンちゃん（1979年 - 1980年）
  - 1980年 ケンちゃんチャコちゃん（1980年 - 1981年）
  - 1981年 なかよしケンちゃん（1981年 - 1982年）
  - 1982年 チャコとケンちゃん
- 1983年 暴れん坊将軍II（ANB／東映）
  - 第7話「わらべ地蔵の子守唄」- 津久見利兵衛
- 1984年 土曜ワイド劇場 松本清張の葦の浮船（ANB／東映）- 笠原敏夫
- 1985年 木曜ゴールデンドラマ「女だけの冬」（YTV／東宝）
- 1985年 誇りの報酬（NTV／東宝）
  - 第11話「子供が誘拐された」- 岩田
- 1987年 裸の大将（KTV／東阪企画）
  - 第24話「清のどさんこ母恋道中」- 大宮
- 1989年 花ちりめん（讀賣テレビ）
- 親愛なる者へ
- 1990年 凛々と（NHK朝の連続テレビ小説）- 主人公の勤める工場の社長
- 銭形平次 ※北大路欣也版
  - 第3シリーズ 第16話「四人の容疑者」
  - 第4シリーズ 第6話「四番目の男」- 亀八役
- 1993年 鬼平犯科帳（CX／松竹）第4シリーズ 第8話「鬼坊主の女」- 棚倉市兵衛
- 船長シリーズ 瀬戸内、潮騒の女
- 1997年 はぐれ刑事純情派
  - 第10シリーズ 第12話「尊属殺人!? 謎の悪戯電話」
- 森村誠一の終着駅シリーズ 夜行列車

### 吹き替え
- 1974年 マーフィの戦い - マーフィ（演：ピーター・オトゥール）
- 1977年 警部マクロード（NHK版）
  - 第7シーズン 第6話「ニューヨークのドラキュラ」- ハーヴィー・ポリック（演：マイケル・サックス）
- 1978年 マッコイと野郎ども
  - 第1話「50万ドルをとり返せ」- フランク・ダーネル（演：ラリー・ハグマン）

## 著書
- ありのまま（真屋順子との共著・主婦の友社・2003年5月刊）ISBN 4072367907